# Браян Декарт
Бра́йан Де́карт (англ. Bryan Dechart; нар. 17 березня 1987 року, Солт-Лейк-Сіті, Сполучені Штати Америки) — американський актор. Здобув славу завдяки ролі Коннора у грі «Detroit: Become Human».

## Біографія
Народився Браян у Солт-Лейк-Сіті, штат Юта, а виріс у Детройті, штат Мічиган. Закінчив з відзнакою факультет мистецтв Нью-Йоркського університету. Став відомим завдяки ролі Елі Чендлера у серіалі «В стилі Джейн», а також головній ролі у фільмі жахів «Останні» разом з Алексою Вега. Найбільшої популярності акторові принесла роль Коннора у грі Detroit: Become Human від французької студії Quantic Dream. Його зовнішність була перенесена у гру, завдяки технології захоплення руху. 12 грудня 2019 року гра вийшла на ПК.

## Фільмографія
| Рік  |    | Українська назва                 | Оригінальна назва            | Роль                    |
| ---- | -- | -------------------------------- | ---------------------------- | ----------------------- |
| 2008 | кф | —                                | Blue Balled                  | Юний республіканець     |
| 2009 | с  | Дороговказне світло              | Guiding Light                | Браян                   |
| 2010 | с  | Закон і порядок: Злочинні наміри | Law & Order: Criminal Intent | молодий Джон Сільвестрі |
| 2012 | ф  | Початок                          | Commencement                 | Ендрю                   |
| 2012 | с  | В стилі Джейн                    | Jane by Design               | Елі Чандлер             |
| 2013 | ф  | Пробуджена                       | Awakened                     | Ліам Доусон             |
| 2013 | с  | Переплутані при народженні       | Switched at Birth            | Грехем                  |
| 2013 | с  | Красуня і чудовисько             | Beauty and the Beast         | Аарон Келлер            |
| 2014 | ф  | —                                | 2 Br / 1 Ba                  | Джо                     |
| 2014 | ф  | Літо Дакоти                      | Dakota's Summer              | Тейлор Чейз             |
| 2014 | с  | Реальна кров                     | True Blood                   | Дейв                    |
| 2014 | ф  | Останні                          | The Remaining                | Ден                     |
| 2015 | ф  | Потрібен сусід                   | Roommate Wanted              | Джо                     |
| 2015 | ф  | —                                | As Good as You               | Джеймі                  |
| 2016 | вг | Mafia III                        | Mafia III                    | Деякі NPC               |
| 2016 | кф | Перша ніч                        | First Night                  | Джой                    |
| 2018 | вг | Детройт: Стати людиною           | Detroit: Become Human        | Коннор                  |
| 2020 | вг | Cyberpunk 2077                   | Cyberpunk 2077               | Брендан                 |

## Особисте життя
У 2012 Браян познайомився з актрисою Амелією Роуз Блер на зйомках фільму Початок. Влітку 2018 року пара побралася.

## Брайан Декарт і Україна
У вересні 2018 року Брайан Декарт приїхав на фестиваль популярної культури Comic Con Ukraine, 22-23 вересня, у Києві, де брав участь у фотосесії та автограф-сесії з шанувальниками своєї творчості, а також був присутній на головній сцені, разом із дружиною Амелією Роуз Блер, у рубриці Q&A (питання та відповіді).